# Alex Batista
Alexandre Henrique Batista (Sorocaba, 1973), mais conhecido pelo nome artístico Alex Batista, é um roteirista e diretor brasileiro.
Ele também é proprietário de uma produtora de videoclipes: a Fx Render desde 2010.
Sendo uma das maiores referências de videoclipes no Brasil.[carece de fontes?]

## Carreira
Formado em propaganda e marketing, com pós graduação em marketing digital, atua no mercado de produção audiovisual desde 1990.
Além de professor de cinema e video nas faculdades de publicidade e cinema, é roteirista e diretor de filmes publicitários, curtas, documentários e videoclipes.
Em 2014 ganhou o prêmio Multishow de melhor clipe TVZ com o sucesso “Te esperando” do Luan Santana e o prêmio do Youtube Brasil com o clipe do Lucas Lucco “Mozão”.

## Produtora
Em 2010 abriu a produtora Fx Render, rapidamente se tornou referência na produção de videoclipes musicais transitando entre todos os gêneros desde: NX Zero, Strike, Fresno, Gloria, Shaman, Mafalda Minnozzi, Fernando e Sorocaba, Marcos e Belutti, Thaeme e Thiago, Luan Santana, Lucas Lucco, Israel Novaes, Michel Teló, Wesley Safadão e muitos outros.

## Produções notórias
Videoclipes
| Ano  | Artista             | Videoclipe                       |
| ---- | ------------------- | -------------------------------- |
| 2010 | NX Zero             | "Só rezo"                        |
|      | Gloria              | "Vai pagar caro por me conhecer" |
| 2011 | Strike              | "Até o fim"                      |
|      | Fresno              | "Eu sei"                         |
|      | Shaman              | "Finally home"                   |
|      | Fake Number         | "Primeira lembrança"             |
|      | Mafalda Minnozzi    | "Con un sorriso"                 |
| 2012 | Fernando e Sorocaba | "É tenso"                        |
|      | Fernando e Sorocaba | "A verdade"                      |
|      | Fernando e Sorocaba | "As mina pira"                   |
|      | Luan Santana        | "Te vivo"                        |
|      | Thaeme e Thiago     | "Sinto saudade"                  |
|      | Thaeme e Thiago     | "Hoje não"                       |
|      | Tuta Guedes         | "Onde está"                      |
|      | Inimigos da HP      | "Tipo Fiona"                     |
| 2013 | NX Zero             | "A minha fé"                     |
|      | NX Zero             | "Cedo ou tarde"                  |
|      | NX Zero             | "Daqui pra frente"               |
|      | Fernando e Sorocaba | "Livre"                          |
|      | Fernando e Sorocaba | "Gaveta"                         |
|      | Luan Santana        | "Te esperando"                   |
|      | Marcos e Belutti    | "Amor de madrugada"              |
|      | Marcos e Belutti    | “Calma aí”                       |
|      | Lucas Lucco         | "Princesinha"                    |
|      | Lucas Lucco         | "Pra te fazer lembrar"           |
|      | Lucas Lucco         | "11 vidas"                       |
|      | Thaeme e Thiago     | "Cafajeste"                      |
|      | Laís                | "Eu só queria te amar"           |
|      | Inimigos da HP      | "Mudei por você"                 |
|      | Breno e Caio Cesar  | "Londres"                        |
| 2014 | Fernando e Sorocaba | "Homens e anjos"                 |
|      | Fernando e Sorocaba | "Preto"                          |
|      | Lucas Lucco         | "Mozão"                          |
|      | Lucas Lucco         | "Destino"                        |
|      | Lucas Lucco         | “Vai vendo”                      |
|      | Tuta Guedes         | "O motivo é você"                |
|      | Fernandinho         | "Uma nova história"              |
| 2015 | Fernando e Sorocaba | "Dia dez"                        |
|      | Lucas Lucco         | "Quando Deus quer"               |
|      | Michel Teló         | "Coração cansou"                 |
|      | Tuta Guedes         | "Vem me ver"                     |
|      | Sophia Abrahão      | "Náufrago"                       |
|      | Cheiro de Amor      | "Proposta indecente"             |
|      | Eduardo Costa       | "Sapequinha"                     |
|      | Mc Gui              | "Sua história"                   |
|      | Zé Felipe           | "Você mente"                     |
|      | Zé Felipe           | "Você e eu"                      |
|      | Israel Novaes       | "Selfie"                         |
| 2016 | Strike              | "Qualquer lugar"                 |
|      | Fernando e Sorocaba | "Casa branca"                    |
|      | Marcos e Belutti    | "Romântico anônimo"              |
|      | Michel Teló         | "Chocolate quente"               |
|      | Tuta Guedes         | "Eu descobri"                    |
|      | Edu Chociay         | "Mina"                           |
|      | Mc Gui              | "Vai começar a ousadia"          |
|      | Ney Alves           | "Ka ka ka"                       |
|      | Pedro Paulo e Alex  | "Fama de PPA"                    |
| 2017 | Fernando e Sorocaba | "Luzes de São Paulo"             |
|      | Mc Gui              | "Se eu te pego"                  |
|      | Thiago Matheus      | "Eu não quero casar"             |
|      | Thiago Brava        | "Aquela que você respeita"       |
|      | Wesley Safadão      | "Ninguém é de ferro"             |

## Mídia
- «Alex Batista fala sobre videoclipes para o G1»
- «Fernando e Sorocaba lançam o clipe "Gaveta"»
- «Lucas Lucco fala sobre "Mozão"»
- «Daniel Alves solta a voz»
- «Wesley Safadão e Marilia Mendonça lançam clipe»
- «Banda Cheiro de Amor lança clipe com Lucas Lucco»
- «Náufrago é o novo clipe de Sophia Abrahão»
- «Luan Santana vira idoso no clipe "Te vivo"»
- «Luan Santana grava clipe com Giovanna Lancellotti»